# Prêmio Léopold Griffuel
O Prêmio Léopold Griffuel (em francês:  Prix Fondation ARC Léopold-Griffuel) é concedido anualmente, desde 1970, pela Association pour la Recherche sur le Cancer (renomeada Fondation ARC pour la recherche sur le cancer, em 2012), por descobertas significativas no campo da cancerologia. Está entre os prêmios de pesquisa mais prestigiados e de maior valor monetário da França.
O prêmio, dotado de €150.000,00, foi instituído conforme  disposição testamentária da viúva de Léopold Griffuel e é atribuído,  pela diretoria da ARC, com base em recomendação de um conselho científico. Os candidatos podem ser pesquisadores individuais, com idade inferior a 65 anos, ou grupos de pesquisadores com até seis componentes.

## Recipientes
- 1970 (01) – Joseph Burchenal, Memorial Sloan-Kettering Cancer Center Nova Iorque, Estados Unidos
- 1971 (02) – Georges Barski, Institut Gustave Roussy, Villejuif, França
- 1972 (03) – Howard Martin Temin, Universidade do Wisconsin-Madison, Estados Unidos
- 1974 (04) – Georg Klein, Instituto Karolinska, Suécia
- 1975 (05) – Richard Doll, Universidade de Oxford, Reino Unido
- 1977 (06) – Henry S. Kaplan, Stanford University, Estados Unidos
- 1978 (07) – Ludwik Gross, Icahn School of Medicine at Mount Sinai, Estados Unidos
- 1978 (08) – Raymond Latarjet, Instituto Curie Paris, França
- 1978 (09) – Elisabeth Miller, MC Ardle Laboratory for Cancer Research University of Wisconsin, Estados Unidos
- 1979 (10) – Charlotte Friend, Icahn School of Medicine at Mount Sinai, Estados Unidos
- 1980 (11) – Vincent De Vita, National Cancer Institute, Estados Unidos
- 1981 (12) – Hamao Umezawa, Institut für Mikrobiologie Tokio, Japão
- 1982 (13) – Dominique Stehelin, Instituto Pasteur Lille, França
- 1983 (14) – Robert Gallo, Institutos Nacionais da Saúde, Estados Unidos
- 1984 (15) – Michael Feldman, Instituto Weizmann de Ciência, Israel
- 1985 (16) – Jean-Bernard Le Pecq, Institut Gustave Roussy, França
- 1986 (17) – Michael Anthony Epstein, Universidade de Oxford, Reino Unido
- 1987 (18) – Pierre Chambon, Universidade de Estrasburgo, França
- 1988 (19) – Steven Rosenberg, National Cancer Institute, Estados Unidos
- 1989 (20) – Everett Koop, Surgeon General of the United States (1981-1989), Estados Unidos
- 1990 (21) – François Cuzin, Université Nice Sophia Antipolis, França
- 1991 (22) – Umberto Veronesi, Istituto Nazionale per lo Studio e la Cura dei Tumori di Milano, Itália
- 1992 (24) – Samuel Broder, National Cancer Institute, Estados Unidos
- 1993 (23) – Jérôme Lejeune, Institut de Progénèse, Paris, França
- 1994 (25) – Georges Mathé, Universidade Paris-Sul, França
- 1995 (26) – Pierre Potier, CNRS, França
- 1996 (27) – Pierre May, CNRS, França
- 1997 (28) – Gérard Orth, CNRS, Instituto Pasteur, França
- 1998 (29) – Miroslav Radman, CNRS, Institut Jacques Monod, França
- 1999 (30) – Thierry Boon,  Ludwig Institute for Cancer Research, Estados Unidos; Universidade Católica de Louvain, Bélgica
- 2000 (31) – Leland Hartwell, Fred Hutchinson Cancer Research Center, Estados Unidos
- 2001 (32) – Jacques Pouysségur, CNRS, França
- 2003 (33) – Kari Alitalo, Council for Health, Finlândia
- 2005 (34) – Anita Roberts, National Cancer Institute, Estados Unidos
- 2006 (35) – Alexander Varshavsky, Instituto de Tecnologia da Califórnia, Estados Unidos
- 2007 (36) – Sebastian Amigorena, Institut Curie, França
- 2008 (37) – Carlo Croce, Universidade do Estado de Ohio, Estados Unidos
- 2010 (38) – Anne Dejean-Assemat
- 2010 (39) – Hugues de The, França
- 2011 (40) – Hans Clevers, Países Baixos
- 2012 (41) – Guido Kroemer, França
- 2013 (42) – Jiri Lukas, Dinamarca